# WikiMo
WikiMo（うぃきも）は株式会社エアが運営していた携帯電話端末向けの百科事典サイト。
百科事典データはウィキペディア日本語版のものを使用し、各項目の概要部分を閲覧・検索できる。ドコモ、au、ソフトバンク、ウィルコムの携帯電話端末からのみ利用可能である。また、iモード公式辞書サイト「JLogos」に同名のキーワードが登録されている場合、そちらへのリンクも表示される。
2007年4月にサービス提供開始。百科事典データは2007年3月24日時点の約26万語。サービス終了時期は未詳。